# Lauterecken
Lauterecken – miasto w Niemczech, w kraju związkowym Nadrenia-Palatynat, w powiecie Kusel, siedziba gminy związkowej Lauterecken-Wolfstein. Do 30 czerwca 2014 siedziba gminy związkowej Lauterecken.
11 listopada 1813 roku w  karczmie "Gasthaus zur Krone" zmarł książę Dominik Hieronim Radziwiłł, pułkownik w 1 Pułku Szwoleżerów-Lansjerów Gwardii Cesarskiej, ranny w bitwie pod Hanau.  Obecnie na miejscu karczmy stoi oddział banku Kreissparkasse.